# Myrmica faniensis
Myrmica faniensis är en myrart som beskrevs av Boven 1970. Myrmica faniensis ingår i släktet rödmyror, och familjen myror. IUCN kategoriserar arten globalt som sårbar. Inga underarter finns listade i Catalogue of Life.